# Şehzade Mehmed (figlio di Ahmed I)
Şehzade Mehmed (turco ottomano: شہزادہ محمد; Costantinopoli, 11 marzo 1605 – Costantinopoli, 12 gennaio 1621) è stato un principe ottomano, figlio di Ahmed I e della sua favorita Kösem Sultan. Era il primo figlio della coppia e il secondo per il padre, dopo Şehzade Osman.

## Biografia
Şehzade Mehmed nacque a Costantinopoli, nel Palazzo Topkapi, l'11 marzo 1605. Suo padre era il sultano ottomano Ahmed I, sua madre la sua favorita Kösem Sultan, che in occasione della sua nascita ricevette il prestigioso titolo di Haseki Sultan, diventando così la prima dama dell'Impero dopo la Valide Sultan Handan e superando per rango la madre del primogenito di Ahmed, Mahfiruz Hatun. Mehmed era infatti il primogenito della coppia ma il secondo figlio di suo padre, dopo Şehzade Osman, avuto da Mahfiruz, di sei mesi più grande.
A partire dal gennaio 1609 venne educato, insieme al fratellastro, dal tutore Lala Hoca Ömer Efendi.
Secondo i rapporti degli ambasciatori europei la madre di Mehmed, Kösem Sultan, era decisa a fare il possibile per garantire la successione di suo figlio rispetto ad Osman. A questo proposito, creò una rete di alleati, ad esempio influenzando la nomina a Gran Visir di Nasuh Pascià, marito di sua figlia Ayşe Sultan.
Tuttavia, alla morte di Ahmed nel 1617, il trono andò prima al fratellastro di questi, Mustafa I, e, dopo sei mesi, proprio a Osman II. Kösem fu costretta a ritirarsi a Palazzo Vecchio con le figlie, lasciando invece Mehmed e i figli minori a corte in quanto possibili eredi.

## Morte
Fra la fine del 1620 e gennaio 1621, poco prima di partire per la campagna di Polonia, Osman II prese la decisione di giustiziare Mehmed. Non sono pienamente note le ragioni di questa decisione (la Legge del Fraticidio, che imponeva al sultano di giustiziare i propri fratelli, non era più applicata in maniera sistematica dal regno di Ahmed I), ma è probabile che Osman, che nei suoi tre anni di regno aveva preso molte decisioni controverse, temesse che, in sua assenza, si creasse un complotto contro di lui per mettere sul trono Mehmed, di appena sei mesi più giovane.
Prima di procedere, Osman chiese un parere legale religioso che approvasse la sua decisione a Şeyhülislam Hocazade Esad Efendi e Rumeli Kemaleddin Efendi, massime autorità in materia a Costantinopoli. Mentre il primo glielo negò, il secondo emise la fatwa richiesta che legalizzava l'uccisione del principe.
Il 12 gennaio 1621 Mehmed fu condotto al cospetto di Osman e strangolato. 
Le sue ultime parole furono una maledizione per il fratellastro:
Mehmed fu sepolto accanto a suo padre nel mausoleo Ahmed I, nella Moschea Blu.
Dodici giorni dopo la sua morte, una piccola era glaciale si abbatté su Costantinopoli, con forti nevicate che paralizzarono la città, impreparata al clima rigido, e l'evento venne considerato come un segno dell'ira di Allah contro il sultano per l'omicidio di Mehmed. Questo fu fra i fattori che, un anno dopo, avrebbero portato alla deposizione e all'assassinio di Osman II. Dopo un breve secondo regno di Mustafa I, il trono passò al fratello minore di Mehmed, Murad IV, di undici anni, con la loro madre Kösem Sultan come reggente.

## Cultura popolare
Nella serie TV storica turca Il secolo magnifico: Kösem Mehmed è interpretato dall'attore turco Burak Dakak. 